# 凱文·皮特森
凱文·皮特森（英語：Kevin Pietersen；1980年6月27日—）是一位英格蘭板球運動員。他是一位右手球員，出生在南非。凱文曾代表英格蘭板球代表隊參賽。在2018年末退役。